# Lothar Ritter von Frankl-Hochwart
Lothar Amadeus Ritter von Frankl-Hochwart (ur. 12 lipca 1862 w Wiedniu, zm. 19 grudnia 1914 tamże) – austriacki neurolog. Syn Ludwiga Augusta Frankla (1810-1893). Profesor na Uniwersytecie Wiedeńskim. Zajmował się zagadnieniami tężca, zaburzeń przysadki i diagnostyki guzów mózgu.
Kształcił się na Uniwersytecie Wiedeńskim, gdzie w 1886 uzyskał tytuł doktora medycyny. Do 1888 był asystentem w Pierwszej Klinice Medycznej. W 1891 habilitował się, a w 1898 został mianowany profesorem nadzwyczajnym, w 1912 profesorem zwyczajnym. W 1913 został mianowany ordynatorem oddziału neurologicznego w Poliklinice Ogólnej.